# Ukrainische demokratische Allianz für Reformen
Die Ukrainische demokratische Allianz für Reformen (ukrainisch Український Демократичний Альянс за Реформи, Abkürzung UDAR, ukr./russ. für „Schlag“) ist eine mitte-rechts-liberale und EU-freundliche Partei in der Ukraine. Sie wurde 2010 vom Profiboxer Vitali Klitschko gegründet, der auch das Amt des Parteivorsitzenden innehat. Die Ziele von UDAR sind die Modernisierung der Ukraine und eine Annäherung des Landes an die EU. Am 28. August 2015 vereinigte sich UDAR zeitweise mit der Partei des Präsidenten Block Petro Poroschenko (ehemals Solidarnost). Vitali Klitschko wurde der Vorsitzende der vereinigten Partei. Seit 2019 tritt sie wieder eigenständig auf.

## Geschichte und Wahlergebnisse

### Vorläuferparteien und Gründung
Für die Kiewer Bürgermeisterwahlen im März 2006 schlossen die beiden Parteien Pora! und PRP ein Wahlbündnis und bestimmten Vitali Klitschko zum Spitzenkandidaten. Das Bündnis konnte 14 Sitze im Stadtrat ergattern, Klitschko war mit 26 % der Stimmen zweitstärkster Kandidat. Das Bündnis zerfiel jedoch schnell wieder.
Nachdem Korruptionsvorwürfe gegen den amtierenden Kiewer Bürgermeister laut geworden waren, ordnete die Werchowna Rada für Mai 2008 vorgezogene Stadtwahlen an. Bei diesen kam es zu einer Wahlallianz der Parteien „Europäische Hauptstadt“, „Volksbewegung der Ukraine“ und „Ukrainische Sozialdemokraten“, die erneut Klitschko zum Bürgermeister machen wollten. Die Allianz erhielt 15 Sitze im Stadtrat, Klitschko nurmehr 17,9 % der Stimmen.
Die Partei „Europäische Hauptstadt“ wurde im März 2005 durch den Geschäftsmann Lew Parzchaladse (ukr. Лев Ревазович Парцхаладзе) gegründet und war bis 2008 politisch unbedeutend. Nachdem sie sich 2009 in „Neues Land“ umbenannt hatte, wurde bei einem Parteitag am 24. April 2010 Klitschko zum Parteivorsitzenden gewählt und sie in „UDAR“ umbenannt. Der Namenswechsel wurde Mitte Juli 2010 offiziell.

### Parlamentswahlen 2012
Für die Parlamentswahlen 2012 betrieb UDAR einen intensiven Wahlkampf und positionierte sich eindeutig als Oppositionspartei. Klitschko grenzte sich im Wahlkampf wiederholt deutlich von der Regierungspartei Partei der Regionen sowie von der Kommunistischen Partei ab und schloss eine Zusammenarbeit mit diesen Parteien nach den Wahlen explizit aus. UDAR erreichte 13,9 % der Wählerstimmen und zog mit 40 Abgeordneten in die Werchowna Rada ein. Damit wurde die Partei die drittstärkste Parlamentsfraktion.

### Euromaidan
Ab Beginn der Proteste in der Ukraine 2013 bildete die UDAR gemeinsam mit der nationalistischen Swoboda-Partei von Oleh Tjahnybok und der Allukrainischen Vereinigung „Vaterland“ der ehemaligen Ministerpräsidentin Julija Tymoschenko ein oppositionelles Dreierbündnis, das sich für den Rücktritt des ukrainischen Präsidenten Wiktor Janukowytsch einsetzte.

### Parlamentswahl 2014
Bei der Parlamentswahl in der Ukraine 2014 ging die Partei ein Wahlbündnis mit dem Block Petro Poroschenko ein. UDAR hatte Poroschenko bereits bei dessen Wahl zum Präsidenten unterstützt. Klitschko wurde Spitzenkandidat bei der Parlamentswahl 2014; andere UDAR-Politiker kandidierten ebenfalls auf der BPP-Liste. Die Liste wurde die nach Wählerstimmen zweitstärkste Partei, jedoch erhielt sie aufgrund von Wahlkreisstimmen mehr Mandate in der Rada als die erstplatzierte Volksfront.

### Zeitweilige Vereinigung mit Block Petro Poroschenko (2015–2019)
Am 28. August 2015 vereinigte sich UDAR mit der Partei des Präsidenten Petro Poroschenko. Vitali Klitschko wurde zum Vorsitzenden der neuen Partei gewählt und rief andere Parteien dazu auf, sich ebenfalls dem neuen Bündnis anzuschließen.

### Wiederetablierung als eigene Partei
Im Vorfeld der Parlamentswahl 2019 kündigte Klitschko an, dass seine Partei als eigenständige Formation antreten würde. Außerdem bot er Micheil Saakaschwili an, dass dieser als Spitzenkandidat von UDAR für die Wahl dienen könnte. Saakaschwili erklärte aber, keine politischen Ambitionen mehr in der Ukraine zu haben. UDAR trat lediglich direkt in 15 Wahlbezirken an und gewann keinen. 2021 ging Saakaschwili wieder nach Georgien und wurde dort verhaftet.
Laut Umfragen aus dem Jahr 2021 konnte die Partei bei den nächsten Parlamentswahlen ukraineweit auf 1 bis 4,3 % der Stimmen hoffen.

## Unterstützung durch die deutsche Bundesregierung
Udar wurde von der deutschen Bundesregierung und der Konrad-Adenauer-Stiftung unterstützt. Klitschko und seine Partei erhielten Unterstützung von Angela Merkel, der Konrad-Adenauer-Stiftung und von der EVP. Zielsetzung war nach Spiegel-Informationen, Klitschko "gezielt zum neuen starken Mann in Kiew auf(zu)bauen – und so den gewachsenen Einfluss des Kreml (zu) kontern." Die Unterstützung bestand in Logistik, Schulungen und gemeinsamen Auftritten. Unterstützung wurde Klitschko auch durch Christoph Heusgen, Kanzleramtsminister Ronald Pofalla und Außenminister Guido Westerwelle zugesagt.
EVP-Büros in Brüssel und Budapest bereiteten durch ihre Schulungen Mitglieder der UDAR für die parlamentarische Arbeit vor und unterstützen den Aufbau einer landesweiten Parteistruktur. Die Adenauer-Stiftung bereitete ukrainische Oppositionspolitiker im Rahmen ihres "Informations- und Dialog-Programms" auf "die Übernahme von Verantwortung" vor.

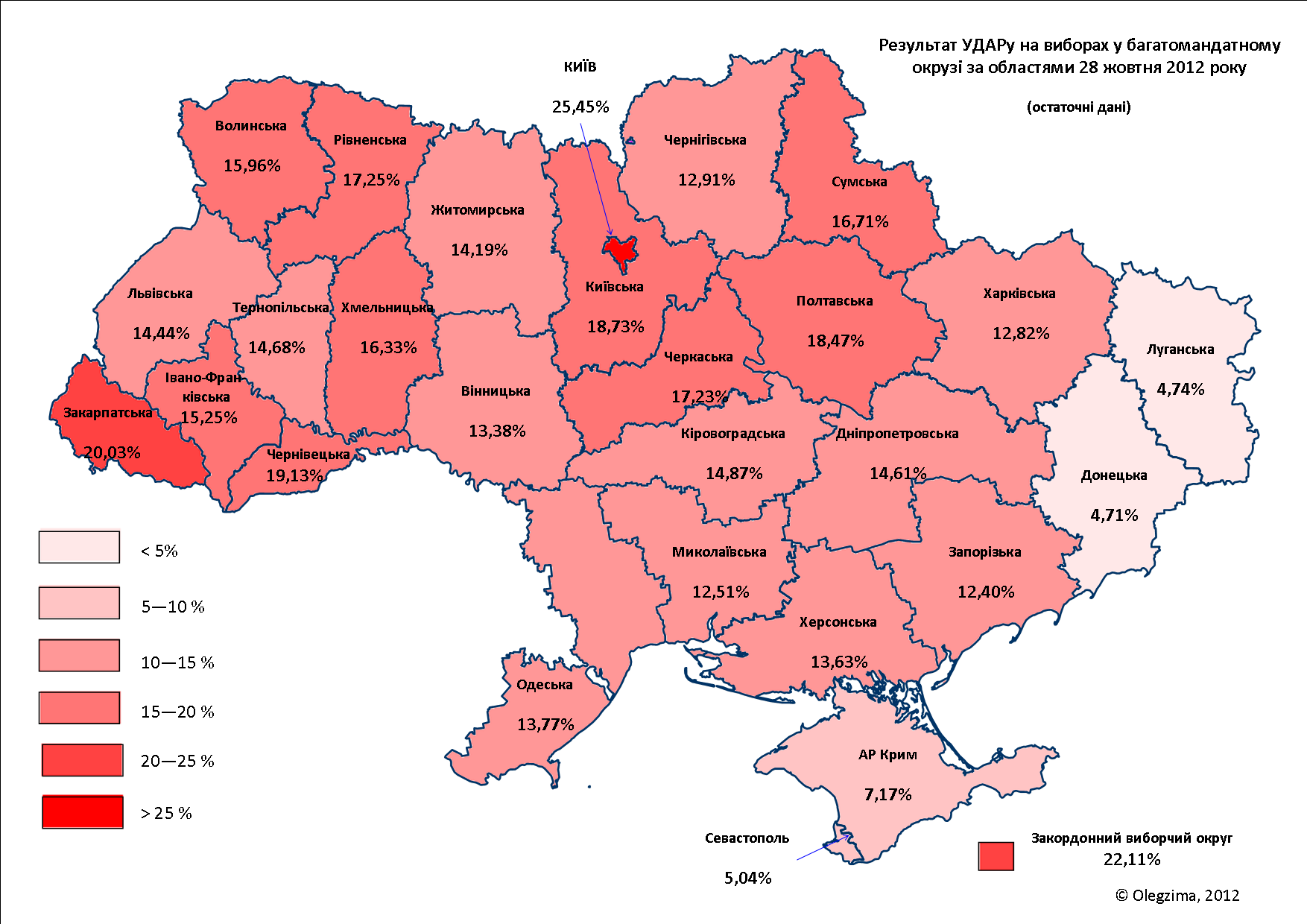
Ergebnisse bei den Parlamentswahlen 2012